# Alastor procax
Alastor procax är en stekelart som beskrevs av Giordani Soika 1934. Alastor procax ingår i släktet Alastor och familjen Eumenidae. Inga underarter finns listade i Catalogue of Life.